# Feechopf
Feechopf är en bergstopp i Schweiz. Den ligger i distriktet Visp och kantonen Valais, i den södra delen av landet. Toppen på Feechopf är 3 888 meter över havet.
Den högsta punkten i närheten är Alphubel, 4 206 meter över havet, 2,2 km nordväst om Feechopf.
Trakten runt Feechopf består i huvudsak av kala bergstoppar och isformationer.